# Pycnophyllum macrophyllum
Pycnophyllum macrophyllum là loài thực vật có hoa thuộc họ Cẩm chướng. Loài này được Muschl. miêu tả khoa học đầu tiên năm 1911.